# 万巴河
万巴河（Wamba River；安哥拉作Uamba River）是安哥拉和刚果民主共和国一条河流，发源于安哥拉北隆达省山区，由数条溪流汇流而成，汇流处海拔3,250英尺（990）。随后向北跨过两国边界，在刚果民主共和国班顿杜省汇入宽果河，河口海拔1,023英尺（312）。

## 河流节点
- 源头：8°38′06″S 18°37′15″E / 8.635°S 18.62083°E
- 安哥拉-刚果民主共和国边界：8°03′45″S 18°05′40″E / 8.0625°S 18.0945°E
- 流入宽果河：3°54′52″S 17°11′20″E / 3.9144°S 17.1889°E